# AB de Villiers
Abraham Benjamin de Villiers (bekannt als AB de Villiers; * 17. Februar 1984 in Pretoria, Südafrika) ist ein ehemaliger südafrikanischer Cricketspieler, der zwischen 2004 und 2018 für die südafrikanische Nationalmannschaft spielte und von 2011 bis 2017 ihr Kapitän war.

## Aktive Karriere

### Anfänge in der Nationalmannschaft
Nach guten Leistungen für die Northerns und die Titans im nationalen südafrikanischen Cricket wurde er in die A-Nationalmannschaft berufen, wo er ebenfalls herausstach. So erfolgte für die Tour gegen England im Dezember 2004 die Berufung in die Nationalmannschaft. Dort gab er sein test-.Debüt und erzielte im zweiten Spiel ein Fifty über 52* Runs. Im fünften Test erzielte er nach einem Fifty über 92 Runs im ersten Innings noch ein Century über 109 Runs aus 169 Bällen im zweiten und wurde dafür als Spieler des Spiels ausgezeichnet. Auch gab er bei der Tour sein ODI-Debüt. Daraufhin folgte eine Test-Serie gegen Simbabwe, bei dem er ein Fifty über 98 Runs im ersten Spiel erzielte. Gegen die West Indies erreichte er dann nach einem Fifty im zweiten Test (62 Runs) ein Century über 178 Runs aus 352 Bällen im dritten. Im vierten Test gelang ihm ein weiteres Century über 114 Runs aus 173 Bällen. Zum Ende des Jahres reiste er mit dem Team nach Australien. Dort erzielte er in der Test-Serie zwei Fifties (68 und 61 Runs). Darauf folgte der Gegenbesuch der australischen Mannschaft, wo er sein Twenty20-Debüt absolvierte. In den Tests (50 Runs) und ODIs (68 Runs) folgte dann je ein weiteres Fifty. Diesem folgte das neuseeländische Team, gegen die er im ersten Test 97 Runs erreichte. Im Sommer erreichte er in der Test-Serie in Sri Lanka zwei weitere Fifties (65 und 95 Runs).
Bei der ICC Champions Trophy gelangen ihm gegen Sri Lanka ein Fifty über 54 Runs. Nach dem Turnier folgte eine ODI-Serie gegen Indien, in der er ein Fifty (92* Runs) erzielte und eine weitere Serie gegen Pakistan, wobei er drei Half-Centuries (67, 50* und 71* Runs) erreichte. Daraufhin wurde er für den Cricket World Cup 2007 nominiert. Hier erreichte er in der Vorrunde gegen Schottland (62 Runs) und Australien (92 Runs) je ein Fifty. In der Super-8-Runde konnte er dann gegen die West Indies ein Century über 146 Runs aus 130 Bällen erzielen, wofür er als Spieler des Spiels ausgezeichnet wurde. Man qualifizierte sich daraufhin fürs Halbfinale, wo man gegen Australien ausschied. Im Sommer spielte er für Africa XI beim Afro-Asia Cup 2007, wo er ein Fifty über 70 Runs gegen die Asia XI erreichte. In Simbabwe folgte ein Fifty über 63 Runs und ein Century über 107 Runs aus 89 Bällen, wofür er als Spieler der Serie ausgezeichnet wurde. Bei der ersten ICC World Twenty20 die im September 2007 ausgetragen wurde, erreichte er als beste Leistung lediglich 18 Runs gegen England. Nach dem Turnier reiste er mit dem Team nach Pakistan, wo ihm 77 Runs in den Tests und ein Century über 103* Runs aus 95 Bällen gelangen, wofür er ausgezeichnet wurde. Gegen Neuseeland folgte e ein Fifty in ODIs (87 Runs) und Twenty20s (52* Runs), wofür er jeweils als Spieler des Spiels ausgezeichnet wurde. Dem schloss sich eine Test-Serie gegen die West Indies an. Diese begann er mit zwei Fifties im ersten Test (59 und 60 Runs), bevor er im dritten Spiel ein Century über 103* Runs aus 109 Bällen erreichte. In der zugehörigen ODI-Serie erreiche er ein Fifty (77 Runs), ebenso in der darauf folgenden ODI-Serie in Bangladesch (69* Runs). Die Saison schloss er dann mit einem Double-Century über 217* Runs aus 333 Bällen im zweiten Test in Indien ab. Er war dann Teil der ersten Saison der Indian Premier League und spielte dort für die Delhi Daredevils.

### Etabliert im Nationalteam
Im Sommer absolvierte er eine Test-Serie in England, wobei er ein Century über 174 Runs aus 381 Bällen und ein weiteres Fifty (97 Runs) erzielte. Nach einem ODI-Fifty (54 Runs) gegen Bangladesch im November reiste er mit dem Team nach Australien. Hier begann er mit einem Fifty (63 Runs) und einem Century (106* Runs aus 186 Bällen) im ersten Test, wofür er als Spieler des Spiels ausgezeichnet wurde, und endete die Serie mit einem weiteren Fifty (56 Runs). In der ODI-Serie folgten zwei weitere Fifties (82* und 60 Runs). Daraufhin kam es zum Gegenbesuch des südafrikanischen Teams. In dieser Test-Serie begann er erneut mit einem Century (104* Runs aus 185 Bällen), bevor er, nach einem Fifty (84 Runs) im zweiten Spiel, abermals ein Century über 163 Runs aus 196 Bällen im letzten Test hinzufügte. In den zugehörigen ODIs folgten dann erneut zwei Fifties (80 und 84 Runs). Im Sommer spielte er beim ICC World Twenty20 2009, wo ihm gegen Schottland (79* Runs) und Indien (63 Runs) je ein Half-Century gelang, wofür er jeweils ausgezeichnet wurde. Mit dem Team erreichte er in der Folge das Halbfinale, scheiterte dort jedoch an Pakistan. Bei der ICC Champions Trophy 2009 war seine beste Leistung 70* Runs beim Sieg gegen Neuseeland.
Nach einem Fifty (51 Runs) in den ODIs gegen Simbabwe zu Beginn der Saison 2009/10 folgte eine Tour gegen England. Hier erreichte er drei Fifties in den Tests (64, 50 und 58 Runs) und ein Century über 121 Runs aus 85 Bällen in den ODIs, wobei er für letzteres ausgezeichnet wurde. Daraufhin reiste er mit dem Team nach Indien, wobei er die Tour mit einem Fifty (53 Runs) in den Tests begann. In der ODI-Serie konnte er dann je ein Century über 114* Runs aus 101 Bällen im zweiten und 102* Runs aus 59 Bällen im dritten Spiel erzielen, wofür er erneut ausgezeichnet wurde. Die Saison 2010 begann mit der ICC World Twenty20 2010, wobei er als beste Leistung 53 Runs gegen Pakistan erzielte, was jedoch nicht ausreichte um das Ausscheiden in der Super-8-Runde zu vermeiden. Das Team verblieb nach dem Turnier in den West Indies und in der ODI-Serie konnte er ein Century über 102 Runs aus 101 Bällen und zwei weitere Fifties (70 und 57* Runs) erreichen. In der Test-Serie erzielte er neben zwei Fifties (68 und 73 Runs) ein Century über 135* Runs aus 168 Bällen.

### Aufstieg zum Kapitän
Die Saison 2010/11 begann er mit zwei Centuries (101* (72) und 109 (99) Runs) in der ODI-Serie gegen Simbabwe, wofür er als Spieler der Serie ausgezeichnet wurde. Gegen Pakistan folgten dann zwei Fifties (51 und 61 Runs) in den ODIs, bevor er im zweiten Test ein Double-Century über 278 Runs aus 418 Bällen erzielte und dafür als Spieler des Spiels ausgezeichnet wurde. Im Dezember kam Indien nach Südafrika und er begann die Test-Serie mit einem Century über 129 Runs aus 112 Bällen, womit er den Innings-Sieg einleitete. In den ODIs fügte er noch ein weiteres Fifty (76 Runs) hinzu. Dem schloss sich der Cricket World Cup 2011 an. Hier erzielte er gegen die West Indies ein Century über 107* Runs aus 105 Bällen und kurz darauf auch gegen die Niederlande ein weiteres Century über 134 Runs aus 98 Bällen, wofür er jeweils ausgezeichnet wurde. Mit einem weiteren Fifty (52 Runs) sicherte er dann den Einzug ins Viertelfinale, wobei man dort an Neuseeland scheiterte. Im Juni wurde er dann zum ODI- und Twenty20-Kapitän des Teams ernannt und ersetzte damit Graeme Smith, der nach der Weltmeisterschaft zurückgetreten war. Im September brach er sich einen Finger und musste einige Zeit aussetzen.
Zurück im Team erzielte er gegen Australien im zweiten Test zwei Fifties (64 und 73 Runs). Es folgte eine Tour gegen Sri Lanka. In den Tests erreichte er zunächst zwei Fifties (99 und 69 Runs) und dann ein Century über 160* Runs aus 205 Bällen, wofür er als Spieler der Serie ausgezeichnet wurde. Selbiges gelang ihm auch in der ODI-Serie mit abermals zwei Fifties (52 und 96 Runs) und einem Century über 125* Runs aus 98 Bällen. Die Saison schloss er dann in Neuseeland ab, in dessen ODI-Serie er ein Century über 106* Runs aus 106 Bällen erzielte und in den Tests zwei weitere Fifties erreichte (83 und 68 Runs). Im September erzielte er in den ODIs in England ein Fifty über 75* Runs, bevor er für den ICC World Twenty20 2012 nach Sri Lanka reiste. Dort war seine beste Leistung 30 Runs gegen den Gastgeber, wofür er als Spieler des Spiels ausgezeichnet wurde. Mit dem Team scheiterte er jedoch in der Super-8-Runde. In der Saison 2012/13 erzielte er in der Test-Serie in Australien ein Century über 169 Runs aus 184 Bällen. In einer weiteren Test-Serie gegen Neuseeland gelangen ihm kurz darauf zwei Fifties (67 und 51 Runs). Daran schloss sich eine Tour gegen Pakistan an, dessen Test-Serie er mit einem Century über 103* Runs aus 117 Bällen begann. Nach einem Fifty (61 Runs) im zweiten Test wurde er dann nach einem weiteren Century über 121 Runs aus 215 Bällen im abschließenden dritten Test als Spieler der Serie ausgezeichnet. Auch in der zugehörigen ODI-Serie konnte er herausragen. Mit einem Century (128 (108) Runs) und drei Fifties (65, 75 und 95* Runs) wurde er auch hier als bester Spieler der Serie ausgezeichnet. Daraufhin stieg er an die Spitze der ODI-Batting-Weltrangliste des Weltverbandes auf.

### Weltrekord mit schnellstem ODI-Century
Im Juni führte er das Team zur ICC Champions Trophy 2013, wo er zur Eröffnung 70 Runs gegen Indien erzielte. In der sich daran anschließenden ODI-Serie in Sri Lanka erreichte er ein weiteres Fifty über 51 Runs. In der Saison 2013/14 traf das Team zunächst auf Pakistan. In den Tests erreichte er nach einem Fifty über 90 Runs ein Century über 164 Runs aus 274 Bällen, wofür er erneut als Spieler der Serie ausgezeichnet wurde. Auch stieg er damit an die Spitze der Test-Batter-Weltrangliste auf. In den ODIs konnte er ein weiteres Century (115* (102) Runs) und Fifty (74 Runs) hinzufügen. Bei der folgenden Tour gegen Indien erreichte er in ODIs (77 und 109 (101) Runs) und Tests (103 (168) und 74 Runs) je ein Century und Fifty. Im Februar erreichte er dann auch in der Test-Serie in Australien ein Fifty (91 Runs) und ein Century (116 (232) Runs). Beim darauf folgenden ICC World Twenty20 2014 erzielte er gegen England 69* Runs und wurde als Spieler des Spiels ausgezeichnet. Damit erreichte das Team das Halbfinale, wo man jedoch an Indien scheiterte. In der Saison 2014 gelangen ihm in der ODI-Serie in Sri Lanka ein Fifty (75 Runs) und ein Century (108 (71) Runs) in den ODIs und ein weiteres Fifty (51 Runs) in den Tests. Bei einem Drei-Nationen-Turnier in Simbabwe erreichte er gegen Australien ein Century über 136* Runs aus 106 Bällen und ein weiteres Fifty (57 Runs).
Die Saison 2014/15 begann mit einem Fifty (89* Runs) in der ODI-Serie in Neuseeland und drei weiteren (80, 52 und 91 Runs) in Australien. Daraufhin kamen die West Indies nach Südafrika, wo ihm im ersten Test ein Century über 152 Runs aus 235 Bällen und im dritten ein weiteres Century über 148 Runs aus 194 Bällen gelang. Auch in den ODIs konnte er überzeugen. Nach einem Fifty (81 Runs) im ersten Spiel erzielte er im zweiten ein Century mit 149 Runs aus 44 Bällen, wobei sein Century aus 31 Bällen das schnellste der ODI-Geschichte war. So vorbereitet, reiste er mit dem Team zum Cricket World Cup 2015. Gegen die West Indies gelang ihm dort ein Century über 162* Runs aus 66 Bällen. Weitere Fifties folgten gegen Pakistan (77 Runs) und die Vereinigten Arabischen Emirate (99 Runs). So erreichte er mit dem Team das Halbfinale, wo sie trotz seines Fifties über 65* Runs an Neuseeland knapp scheiterten. In der Saison 2015 folgte ein Fifty gegen Neuseeland, wofür er ausgezeichnet wurde. Die Saison 2015/16 begann mit einer Reise nach Indien. In der ODI-Serie erzielte er drei Centuries. Er begann die Serie mit 104* Runs aus 73 Bällen und schloss sie mit 112 Runs aus 107 Bällen und 119 Runs aus 61 Bällen ab. Dafür wurde er als Spieler der Serie ausgezeichnet. In der Test-Serie kamen dann zwei Fifties (63 und 85 Runs) hinzu. Auch in den Twenty20s der Tour gelang ihm ein weiteres Fifty (51 Runs). Gegen England übernahm er während der Serie die Test-Kapitänsrolle von Hashim Amla und erzielte ein Fifty (88 Runs). In der ODI-Serie kamen ein Fifty (73) und ein Century (101* (97)) hinzu und in den Twenty20s ein weiteres Fifty (71 Runs).

### Karriereende
Im März folgte der ICC World Twenty20 2016, wo ihm gegen Afghanistan 64 Runs gelangen. Doch scheiterte das Team erneut in der Super-8-Runde. In der Folge hatte er mit Ellenbogen-Problemen zu kämpfen, so dass er kaum Einsätze hatte. Daraufhin gab er auch seine Test-Kapitänsrolle im Dezember auf. Im Januar kam er zurück ins Team und erzielte gegen Sri Lanka in den ODIs zwei Fifties (60* und 64 Runs) und ein weiteres in den Twenty20s (63 Runs). Bei der folgenden Tour in Neuseeland folgten zwei weitere Fifties (85 und 72* Runs) in den ODIs. In der Saison 2017 reiste er mit dem Team nach England. Hier erreichte er je ein Fifty in den ODIs (52 Runs) und Twenty20s (65* Runs). Bei der ICC Champions Trophy 2017 verblieb er daraufhin nur schwach. Im August erklärte er daraufhin nach vielen Spekulationen seinen Rücktritt als ODI-Kapitän. Im Oktober gelang ihm im zweiten ODI gegen Bangladesch ein Century über 176 Runs aus 104 Bällen, wofür er ausgezeichnet wurde. Seine Rückkehr ins Test-Cricket erfolgte gegen Simbabwe im Dezember mit einem Fifty über 53 Runs. Gegen Indien folgten dann zwei weitere Fifties (65 und 80 Runs). Im März schloss sich die Test-Serie gegen Australien an. Im ersten Test erzielte er ein Fifty über 71* Runs, bevor ihm im zweiten ein Century über 126* Runs aus 146 Bällen gelang. Im dritten Test folgten zwei weitere Fifties (64 und 63 Runs), bevor er die Serie mit 69 Runs abschließen konnte. Im Mai erklärte er dann seinen Rücktritt vom internationalen Cricket. In der Folge spielte er in zahlreichen Twenty20-Ligen in der Welt, bevor er im November 2021 seinen Rücktritt von allen Formen des Crickets verkündete.